# Las sicodélicas
Las sicodélicas es una película de comedia mexicana de 1968 en coproducción mexicanoperuana, dirigida por Gilberto Martínez Solares y protagonizada por Maura Monti, Amedee Chabot, Isela Vega y Elizabeth Campbell.

## Argumento
Mireya, Adriana, Dalila y Patricia son un grupo de cuatro bellas y sensuales delincuentes que vivían en un reformatorio hasta que fueron adoptadas por la millonaria tía Ermentrudis, quien es la dueña tanto de Seguros Internacionales de Protección, S.A. (una compañía de seguros que solo atiende a clientes de muy alto poder adquisitivo), como de una funeraria.
Sin embargo, cuando algún cliente decide prescindir de los servicios de la aseguradora, la empresa tiene una manera poco ortodoxa de finiquitar el contrato: Las jóvenes provocan la muerte del asegurado y su cadáver termina siendo velado directamente en la funeraria de la tía Ermentrudis, para así no levantar ningún tipo de sospechas.
Esta ola de crímenes que involucran a gente millonaria hace llamar la atención de Arsenio Junker Tres Alas, un despistado y torpe detective privado, quien está dispuesto a resolver dichos asesinatos pero él ignora que, justamente, su novia Adriana (a quien conoció en una arena de lucha libre) es una de las tan buscadas delincuentes y, por otra parte, la quisquillosa tía ordena a sus pupilas matar al famoso cantante de rock, Ringo Peniche, por negarse a seguir cancelando su cuota del seguro; solo que este nuevo asesinato no tendría nada de particular si no fuera porque el vocalista es... ¡El tan adorado novio de Dalila!

## Reparto
- Maura Monti ... Mireya
- Amedee Chabot ... Adriana
- Isela Vega ... Dalila
- Elizabeth Campbell ... Patricia
- Rogelio Guerra ... Arsenio Junker Tres Alas
- Jack Gilbert ... Ringo Peniche
- Rosa María Kessel ... Betty
- Nancy Vidalón ... Nancy
- Tamara Garina ... Tía Ermentrudis
- Nerón Rojas ... Senador Arturo De los Granados
- Edwin Mayer
- Hugo Muñoz de Baratta ... Máximo Billet
- Felipe Sanguineti ... Encargado de la caja fuerte del banco
- Antonio Salim ... Praxcedes Linotipo
- Ana María Vargas ... Secretaria del gerente del banco
- Olinda Caballero ... Viuda de Máximo Billet
- Hitarina Hidalgo ... Cajera del banco
- Ingeborg de la Torre ... Cristeta, la esposa del senador Arturo De los Granados
- Miguel Todorovich ... Luchador
- Raúl de Zela
- Fernando Solo
- José García Miró
- Julio Tijero
- César Augusto Huerta ... Frankie
- Oscar Alvarado
- Raúl Rivas
- Salomón Ortiz ... Vigilante del banco
- Mario Velásquez “Achicoria” ... Gerente del banco
- Los Shain's
- Gerardo Manuel
- Pico Ego Aguirre
- Alexis Kostritsky